# Anna Auředníčková

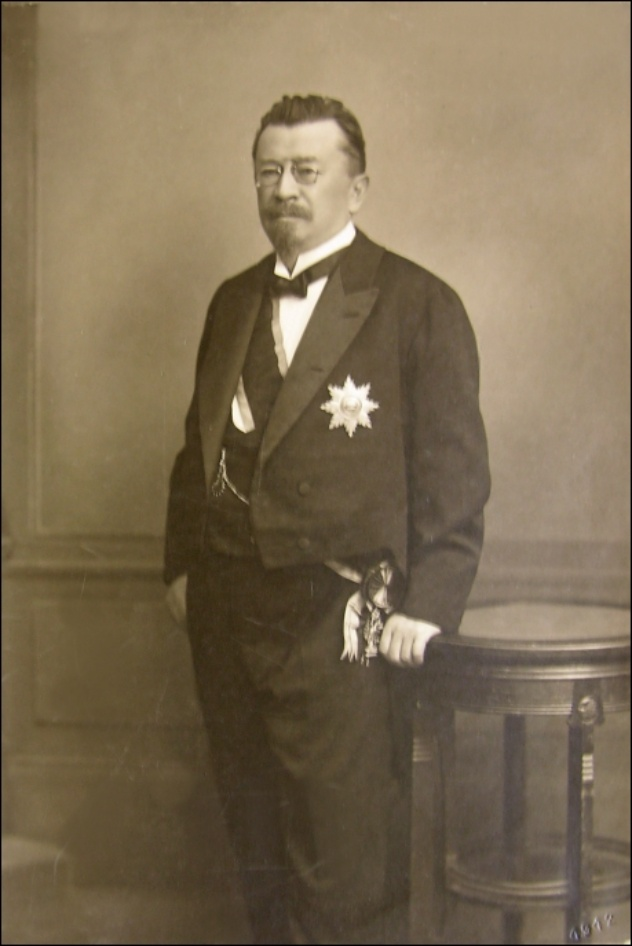
Její manžel Zdenko Auředníček

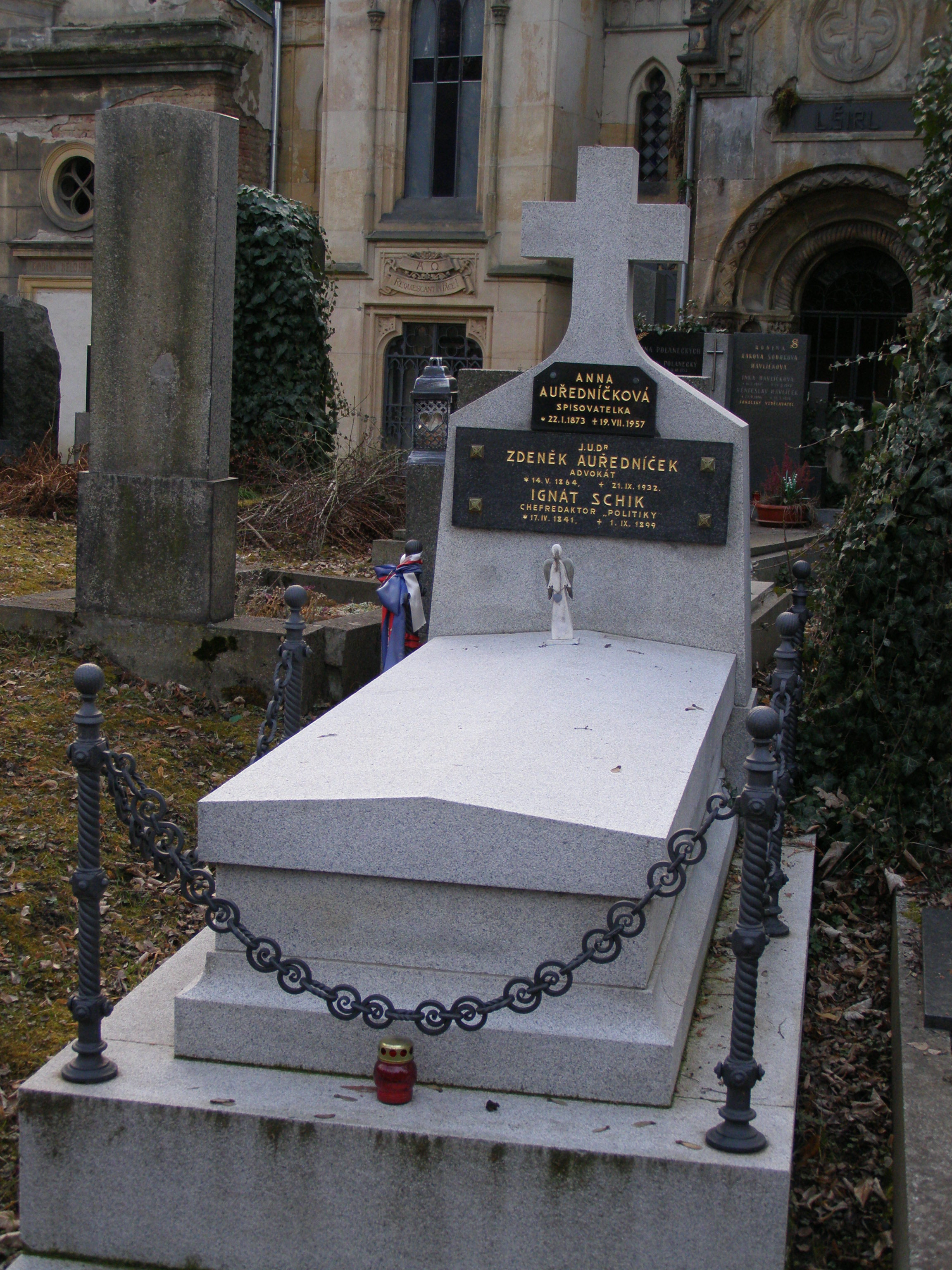
Hrob rodiny Auředníčkovy na Olšanských hřbitovech

Anna Auředníčková, rozená Schicková, též Schiková (22. ledna 1873, Praha, Rakousko-Uhersko – 19. července 1957, Praha, Československo) byla česká překladatelka, prozaička, propagátorka české kultury v zahraničí (zejména v Rakousku a Německu) a kulturní pracovnice mezi vídeňskými Čechy. Roku 1928 byla vyznamenána Československým řádem Bílého lva. Až do roku 1989 přitom byla jedinou Češkou vyznamenanou tímto řádem, přičemž do roku 2016 řád získaly už jen Zdena Salivarová-Škvorecká a Madeleine Albrightová.

## Život
Anna Schicková se narodila 22. ledna 1873 v Praze. Byla dcerou žurnalisty, politika a šéfredaktora staročeských stranických (německy psaných) novin Politik Ignáta (Hynka) Schicka. Díky svému rodinnému zázemí se pohybovala ve vlasteneckém českém prostředí a dostalo se jí kvalitního obecného i jazykového vzdělání. Dne 22. září 1891 se v Praze provdala za advokáta JUDr. Zdenka Auředníčka , se kterým měla syna Zdenka (*1892) a dceru Annu (*1902). Kvůli onemocnění manželova otce, Antona Auředníčka, se rodina v roce 1894 přestěhovala do Kutné Hory, kde Z. Auředníček převzal otcovu právnickou kancelář. Osudy rodiny velmi poznamenala obhajoba Leopolda Hilsnera, kterého Z. Auředníček obhajoval jako advokát ex offo v obou procesech v letech 1899–1900. Kvůli rozšířenému antisemitismu Zdenko Auředníček ztratil své klienty a jeho rodina byla šikanována. Na radu T. G. Masaryka se proto celá rodina roku 1902 odstěhovala do Vídně.
Anna Auředníčková ve Vídni začala překládat z francouzštiny a angličtiny do němčiny, aby tak pomohla svému manželovi, jehož začátky byly velmi obtížné. Později navíc prosadila německé překlady českých autorů. V průběhu let tak přeložila desítky knih a stovky povídek a kratších textů. Anna Auředníčková se účastnila krajanského spolkového života, zapojila do mezinárodního ženského hnutí a do činnosti Kulturbundu. V roce 1932 sestavila antologii české literatury Dreissig tschechische Erzähler. Věnovala se také dobročinné práci a zprostředkovávala zahraniční koncerty, výstavy a přednášky českých umělců. Dům rodiny Auředníčkových pravidelně hostil české umělce a politiky. Anna Auředníčková díky této své činnosti ve Vídni získala přezdívku „český konzul“. Za její zásluhy o propagaci české literatury a umění v Rakousku a podporu poskytovanou českým umělcům jí byl 12. prosince 1928 propůjčen československý Řád Bílého lva 5. třídy.
Do Československa se Anna Auředníčková vrátila až roku 1938. Za druhé světové války byla tři roky vězněna v koncentračním táboře Terezín, kam byla roku 1941 jako osmašedesátiletá odtransportována z rasových důvodů (její otec i ona sama jako dítě byli pokřtění židé). V Terezíně za války pracovala jako ošetřovatelka starých a nemocných lidí. Po válce se vrátila do Prahy a svou vězeňskou zkušenost zachytila v knize Tři léta v Terezíně, vydané roku 1945. V dalších letech se věnovala překladům (do češtiny z němčiny přeložila román L. Feuchtwangera Lišky na vinici) a drobné publicistice pro krajany v zahraničí, postupně však upadla v zapomenutí a žila v hmotné bídě. Anna Auředníčková zemřela dne 19. července 1957 v Praze. Pochována byla vedle svého manžela a syna na pražských Olšanských hřbitovech.

## Dílo
- Dreissig tschechische Erzähler (Darmstädter Verlag, 1932) – antologie české literatury
- Tři léta v Terezíně (Alois Hynek, 1945)

### Překlady
Anna Auředníčková překládala do němčiny především díla Karla Čapka.
Mezi další překládané autory patřili ze starších Ignát Herrmann, Svatopluk Čech, Alois Jirásek, bratři Mrštíkové, Jan Neruda, Karel Matěj Čapek-Chod, Gabriela Preisová, Růžena Svobodová a další. Z novějších – tehdejších současných autorů to byli zejména Viktor Dyk, Benjamin Klička, Josef Kopta, Jiří Wolker, Jaromír John, Eduard Bass a další. Jen v roce 1932 přeložila 5 románů a 205 povídek.
Databáze Národní knihovny ČR uvádí tyto její překlady do němčiny:
- Das Absolutum oder Die Gottesfabrik (Karel Čapek: Továrna na absolutno, Berlín, 1924)
- Die Hühnersteige (Emil Vachek: Bidýlko, Curych, 1935)
- Und wer ist mehr (Václav Jelínek: A kdo je víc?, hornická veselohra, Lipsko, 1955)